# C/1965 S1 (Ikeya-Seki)
Pour les articles homonymes, voir Comète Ikeya-Seki.
C/1965 S1 (Ikeya-Seki), plus communément appelée comète Ikeya-Seki, est une comète rasant le Soleil. Elle fut découverte indépendamment par deux astronomes japonais, Kaoru Ikeya et Tsutomu Seki, le 18 septembre 1965.
Elle passe au périhélie le 21 octobre 1965, s'approchant de la surface du Soleil à 450 000 kilomètres. C'est à ce moment que son noyau se brise en deux fragments. Elle atteint sa magnitude maximale avec -10, devient visible en plein jour et présente une queue s'étendant sur 45 degrés de la surface du ciel. Ces caractéristiques font de la comète Ikeya-Seki une des plus remarquables du XXe siècle et lui valent l'appellation de « grande comète de 1965 ».
L'étude de la comète montre qu'elle appartient au groupe de Kreutz et qu'elle est probablement issue de la fragmentation d'une comète plus grande observée en 1106 (X/1106 C1), au même titre que la grande comète de septembre 1882 (C/1882 R1) observée en 1882.
Sa période orbitale a été estimée à 880 ans.